# Nabeurs
Nabeurs is een term die gebruikt wordt in de beleggingswereld. De term duidt op de fictieve koers die zichtbaar is in de uren na de sluiting van een beurs. Deze koers kan het gevolg zijn van koersen van aandelen van hetzelfde bedrijf op beurzen met andere openingstijden, of op de (fictieve) prijs die tot stand komt door de handel in futures.
Een gerelateerde term is voorbeurs.